# Wojciech Danielski
Wojciech Danielski (ur. 10 kwietnia 1935 w Milanówku, zm. 24 grudnia 1985 w Warszawie)  – polski ksiądz rzymskokatolicki, doktor teologii, historyk mediewista, liturgista, moderator krajowy Ruchu Światło-Życie w latach 1981–1985, współwydawca Biuletynu Liturgicznego, współorganizator sympozjów pastoralno-liturgicznych w Krościenku n. Dunajcem, członek Komisji Teologicznej Krajowego Duszpasterstwa Służby Liturgicznej, kapłan archidiecezji warszawskiej, wykładowca Katolickiego Uniwersytetu Lubelskiego. Został pochowany na warszawskich Powązkach (grobowiec kapłanów Archidiecezji Warszawskiej w kwaterze 153, rząd 1).

## Rozpracowywany przez Służbę Bezpieczeństwa
W latach 1964-1986 Służba Bezpieczeństwa gromadziła wobec niego materiały w ramach Teczki Ewidencji Operacyjnej na Księdza (tzw. TEOK). Informacje na jego temat zbierano także w sprawach prowadzonych w odniesieniu do Katolickiego Uniwersytetu Lubelskiego, którego był wykładowcą oraz Ruchu Światło-Życie. Jego poglądy określono jako „prozachodnie”, uznając, iż był „przeciwnikiem ustroju socjalistycznego, robiącym wszystko dla umocnienia Kościoła katolickiego w Polsce”. Trzykrotnie składane przez niego w latach 1973-1975 wnioski o zgodę na wyjazd zagraniczny, spotykały się z „zastrzeżeniami” Wydziału ds. Wyznań WRN/Urzędu Wojewódzkiego w Lublinie, który zaznaczał, iż Wojciech Danielski był wówczas „przeciwnikiem dialogu z władzami państwowymi”, przy jednoczesnym popieraniu „polityki” stosowanej przez kard. Stefana Wyszyńskiego. Od 1982 roku funkcjonariusze SB prowadzili wobec niego kontrolę operacyjną w ramach sprawy krypt. „Oaza”. Szczegółowe informacje na temat zgromadzonych wobec niego materiałów umieszczono w tzw. katalogu osób „rozpracowywanych”, przygotowanym przez Instytut Pamięci Narodowej.

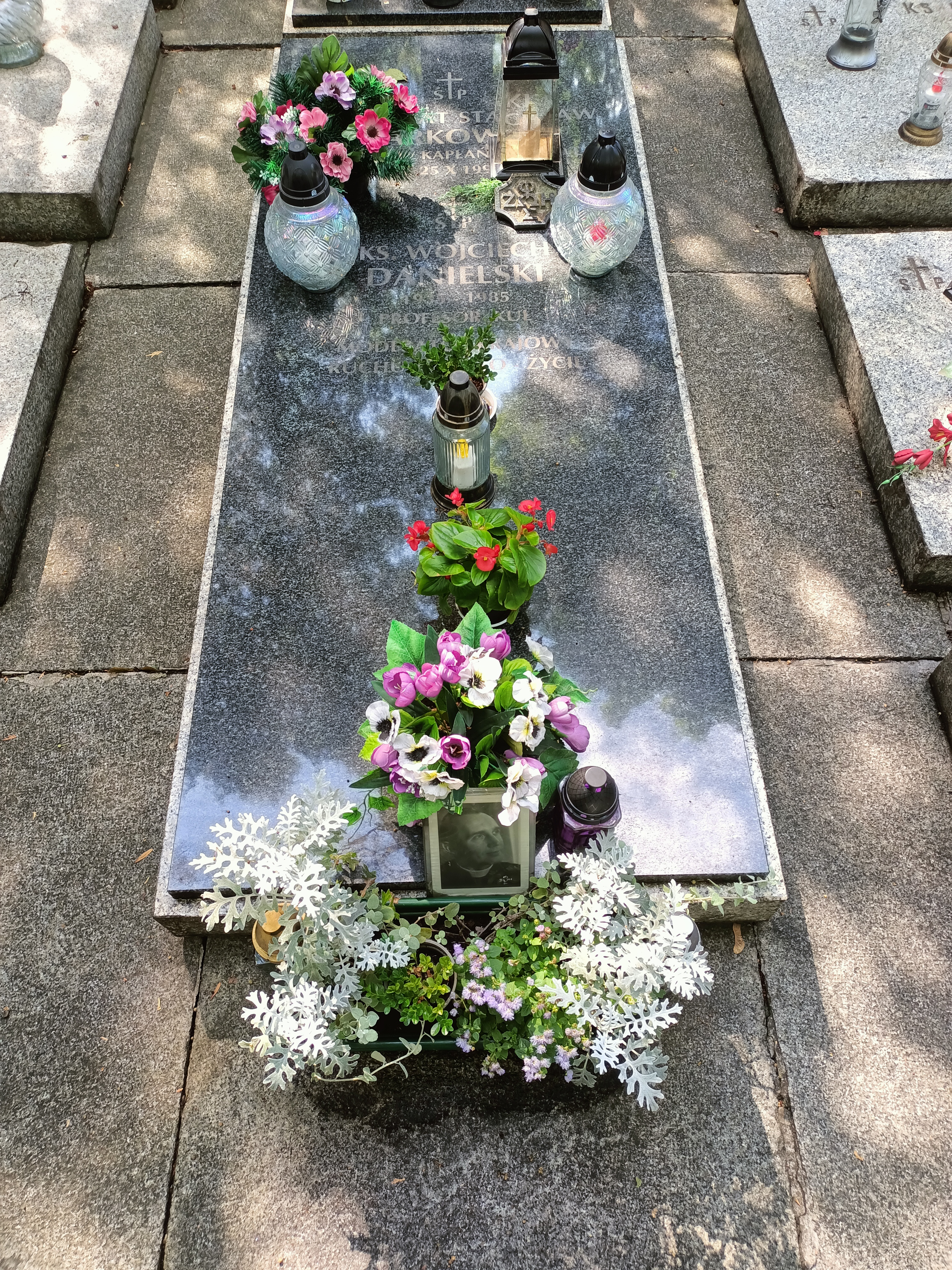
Grób Wojciecha Danielskiego na cmentarzu Powązkowskim w Warszawie